# Престиж
За филма вижте статията Престиж (филм).
Престиж (от фр.) е дума, която обикновено се използва, за да опише висока или изключителна, добра репутация или нещо, което носи уважение и съответно самочувствие в обществото, най-често това е свързано с опредлено обществено положение или позиция (напр. като в израза „престижна професия“).

## Етимология
Престиж е заемка от френски и произлиза от латинското præstigum, което значи „делюзия“, „илюзия“ или „трик“. 